# Pallamano Rapid Nonantola
La Pallamano Rapid Nonantola è una società di pallamano di Nonantola (MO), attualmente militante in Serie B.

## Storia
La Pallamano Rapid Nonantola fu fondata nel 1983 ed esordì l'anno successivo nei campionati giovanili. Nel 1996/97 ha ottenuto la promozione in serie B, avendo poi una veloce ascesa e conquistando la promozione in serie A1 nella stagione 2004/05 come prima classificata della serie A2. Nel 2005/06 ha poi ottenuto il suo miglior risultato con la conquista del terzo posto in classifica finale. Nella stagione 2008/09 la squadra si è classificata al 9º posto in serie A1 ed è retrocessa in serie A2 dopo i playout. Nella stagione 2009/10 terzo posto in serie A2 e ripescaggio in serie A1. Nella stagione 2010/2011 arriva 11º in serie A1 e retrocede in serie A2. Nelle stagioni 2011/12 e 2012/13 si piazza al 4º posto in serie A2 e nel 2013/2014 arriva al terzo posto dopo aver lottato per la promozione in serie A1 fino all'ultima giornata.
Nella stagione 2014/2015 la squadra ha militato nel campionato di A2 ottenendo la promozione in serie A1.

## Rosa
- Portieri

Bernardi Lorenzo, El Hayek Ayman, Cristofaro Simone
- Terzini

Valle Francesco, Morselli Luca, Ansaloni Fabio, Seghizzi Emanuele, Cacciari Luca, Gollini Gabriele
- Ali-Pivot

Serafini Riccardo, Montanari Gabriele, Manfredini Emanuele, Montanari Marcello, Chiesi Davide, Iotti Simone, Dalolio Enrico, Monzani Alex.